# Пёстрый тачури
Пёстрый тачури (Tachuris rubrigastra) — птица из семейства Тиранновые. Единственный вид в роде Tachuris.

## Описание

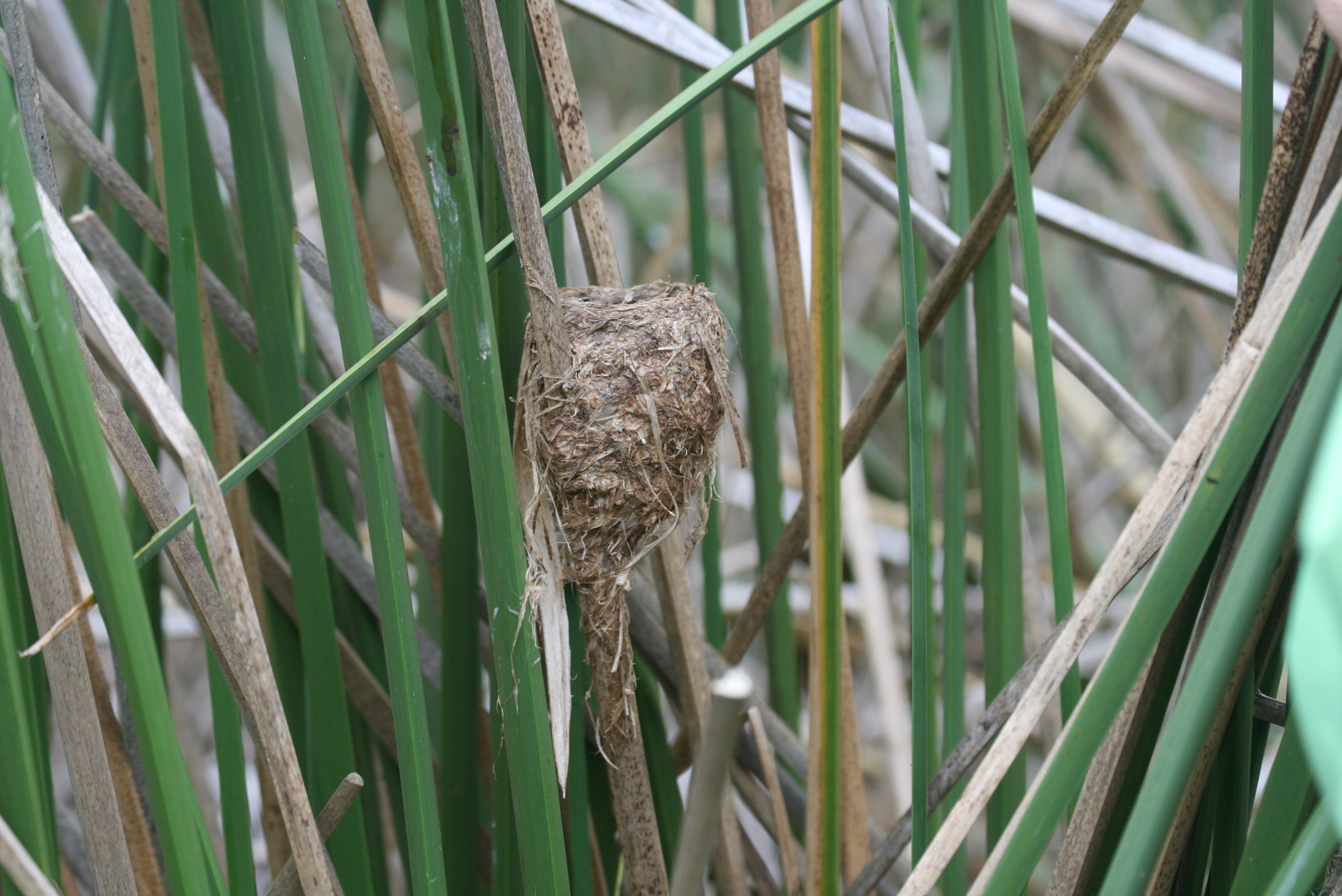
Гнездо

Это небольная птица, длиной 10,5 см. Хвост короткий, крылья короткие, округлые, клюв тонкий. Оперение птицы очень яркое, что объясняет название вида. Спина и задняя часть тела зелёные, нижняя часть тела жёлтая, горло белое, на груди чёрная полоса, перья под хвостом красные. Голова тёмно-сине-чёрная с жёлтыми полосами над глазами, гребешок тёмный с красным пятном, которое часто скрыто. Крылья тёмные с белой полосой, хвост также тёмный, с белыми наружными перьями. Птенцы значительно невзрачнее взрослых особей.

## Подвиды
Существует четыре подвида:
- T. r. rubrigastra — наиболее распространённый, встречается на территории от юго-востока Бразилии до южной Аргентины и в центральной части Чили.
- T. r. alticola — встречается в Андах на юго-востоке Перу, в западной Боливии и северо-западной Аргентине.
- T. r. libertatis — встречается на побережье Перу.
- T. r. loaensis — встречается исключительно в области Антофагаста на севере Чили.

## Места обитания
Пёстрый тачури обитает на болотах и плавнях вблизи озёр и рек. Часто селится на стеблях камыша. Гнездо строится между стеблей растений.